# Joseph Ghys

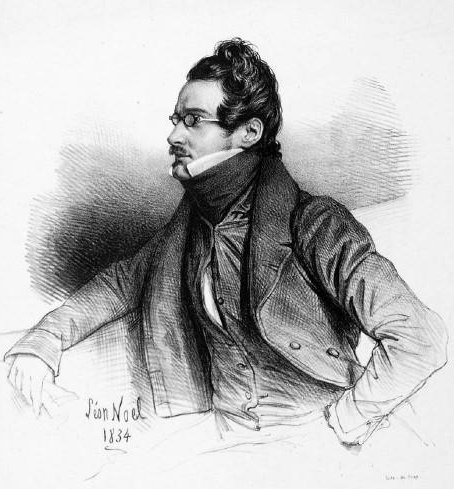
Joseph Ghys

Joseph Ghys, född 1801 i Gent, död 22 augusti 1848 i Sankt Petersburg, var en belgisk violinist.
Ghys, som var utbildad av Charles Philippe Lafont, gjorde konsertresor genom Europa (i Stockholm 1843), varunder han för sitt högst sirliga och eleganta spel fick utomordentligt erkännande. Han var även tonsättare.